# Timothy Bateson
Timothy Dingwall Bateson, född 3 april 1926 i London, död 15 september 2009 i London, var en brittisk skådespelare.

## Filmografi

### Filmer
- 1947 - Nicholas Nickleby - Lord Verisopht
- 1951 - Vita korridorer - Dr Cook
- 1955 - Richard III - Hastings stallpojke
- 1955 - Fallet Carrington - soldat i NAAFI
- 1959 - Musen som röt - Roger
- 1959 - Helvetet i djungeln - Simpson
- 1961 – Ååh, en sån skräcknatt - portvakten
- 1962 - Det svänger i stan - kaféägaren
- 1963 - Hennes vilda far - Wally
- 1964 - Frankensteins monster - den hypnotiserade
- 1966 - Ta fast räven - Michael O'Reilly
- 1967 - En rar liten mamma som borde mördas - Mr Bird
- 1967 - Slaget som dödar - Halliwell
- 1967 - Skräckens ansikte - tivolianställd
- 1969 - Den vilda biljakten - tandläkare
- 1976 - Joseph Andrews - hundtränaren
- 1984 - En julsaga - Mr Fezziwig
- 1986 - Labyrint - maskens röst
- 1986 - En indier i London - agent på Harley Street
- 1987 - En handfull stoft - MacDougal
- 1993 - Mörkrets hjärta - revisor
- 1995 - Bibeln: Josef - präst
- 1996 - Skulptrisen - Albert Hayes
- 1996 - True Blue - Kapprodden - bärare
- 1997 - Secrets of the Past - Max Liebman
- 1998 - Les Misérables - bankdirektören
- 1999 - Jeanne d'Arc - engelsk domare
- 2000 - Don Quijote - munk
- 2004 - Lavendelflickorna - Mr Hallett
- 2007 - Harry Potter och Fenixorden - Kreacher

### TV-serier
- 1963 - Helgonet - Charley Butterworth, 1 avsnitt
- 1974 – David Copperfield
- 1978 - I vår Herres hage - Mr Beckwith, 1 avsnitt
- 1987 - Tjena mors - Charlie, 1 avsnitt
- 1994 - Hard Times (miniserie)
- 1998-2005 - Morden i Midsomer - James Jocelyne, 3 avsnitt
- 2001 - Kultjägarna - Max Lavoie, 1 avsnitt
- 2001 - Jämna plågor - socialfall, 1 avsnitt
- 2001 - Tillbaka till Aidensfield - Chalkie Black, 1 avsnitt
- 2005 - Tillbaka till Aidensfield - Jed Harrison, 1 avsnitt